# Knoxville, Tennessee
Fondat în 1786, Knoxville este cel de-al treilea oraș ca mărime a populației din statul Tennessee din SUA, după Memphis și Nashville, fiind totodată și sediul comitatului Knox. Knoxville este, de asemenea, cel mai mare oraș al estului statului. Conform recensământului din anul 2000 efectuat de United States Census Bureau, Knoxville avea o populație totală de 173.890 locuitori , iar estimarea din iulie 2007 a fost de 183.546 loc. Knoxville este orașul nucleu al zonei metropolitane Knoxville, cunoscută drept Knoxville Metropolitan Statistical Area, având o populație totală metropolitană de 655.400 loc., care poate fi considerată componenta centrală a Zonei statistice combinate (în original, Combined Statistical Area, constând din Knoxville, Sevierville și La Follette), cu 1.029.155 locuitori.

## Prezentare generală
Aeroportul McGhee Tyson Airport deservește zona Knoxville precum și formația Tennessee Air National Guard.

### Așezarea

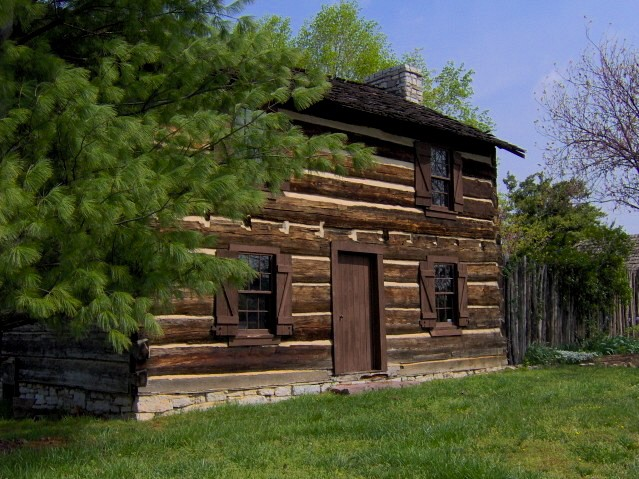
Casa lui James White din centrul oraşului Knoxville

### Antebellum Knoxville

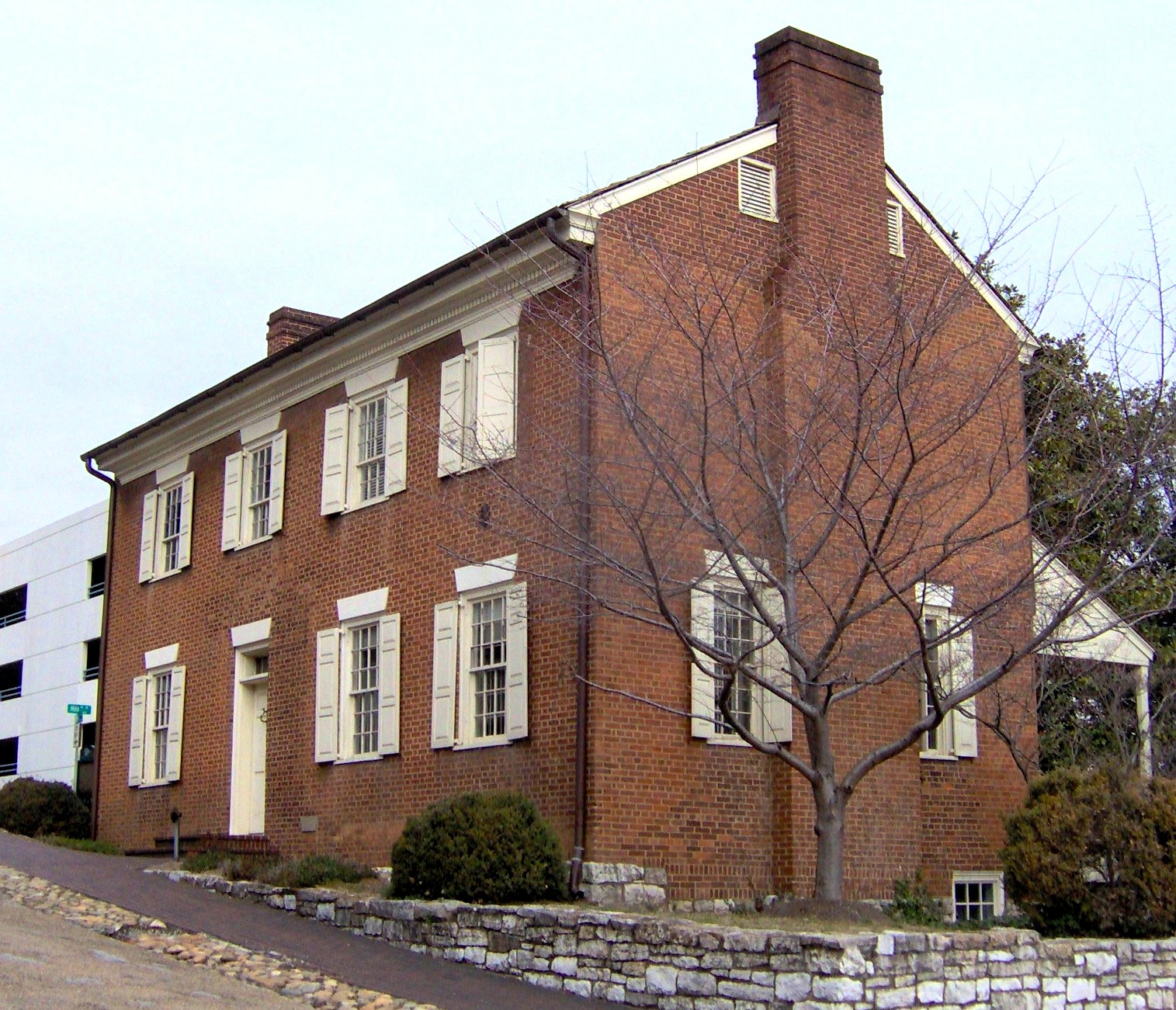
Casa Craighead-Jackson din Knoxville, construită în 1818

### Războiul Civil American

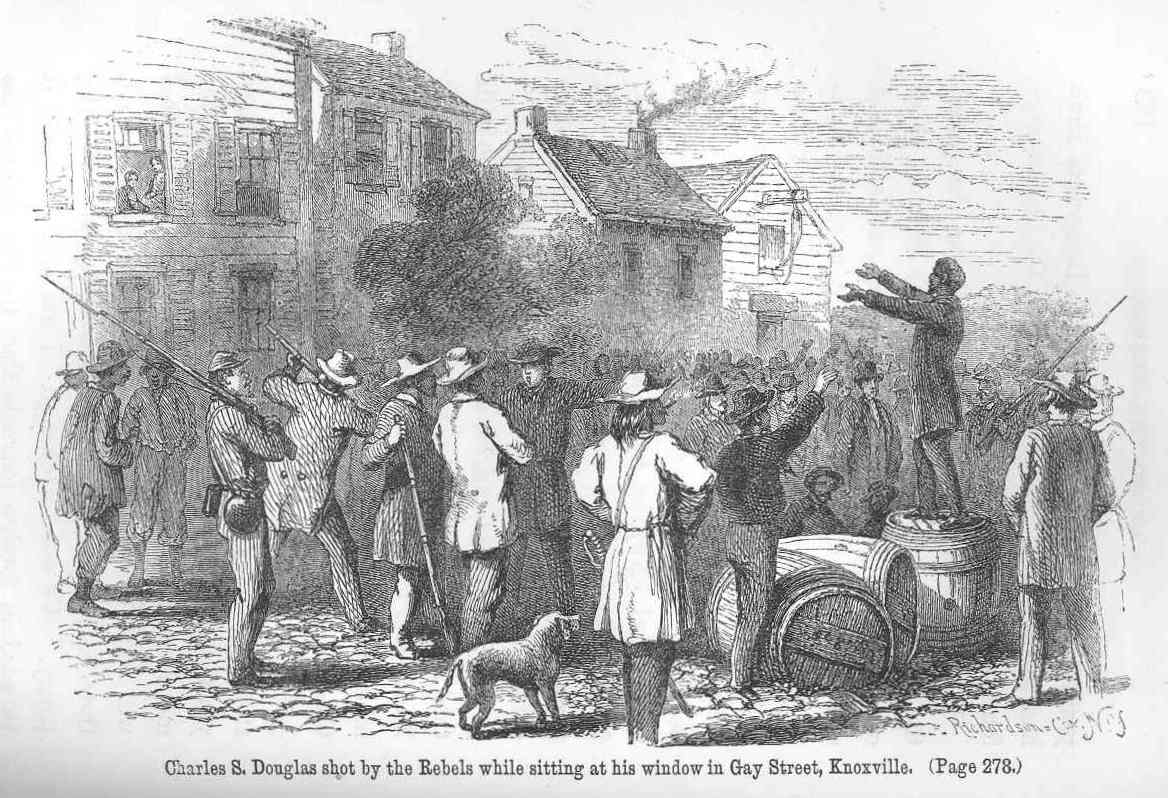
Gravură care ilustrează trupele confederate deschizând focul asupra lui Charles Douglas - în Knoxville pe strada Gay Street, spre sfârşitul anului 1861

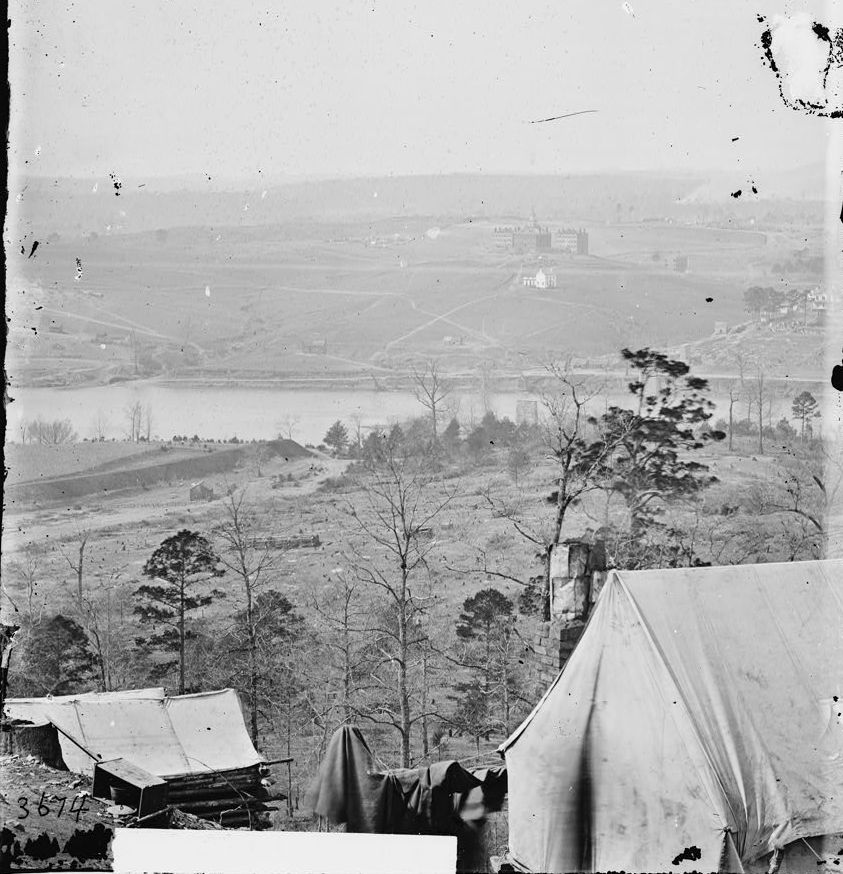
Fotografie cu urmările asediului oraşului Knoxville din decembrie 1863

### Reconstrucția și era industrială

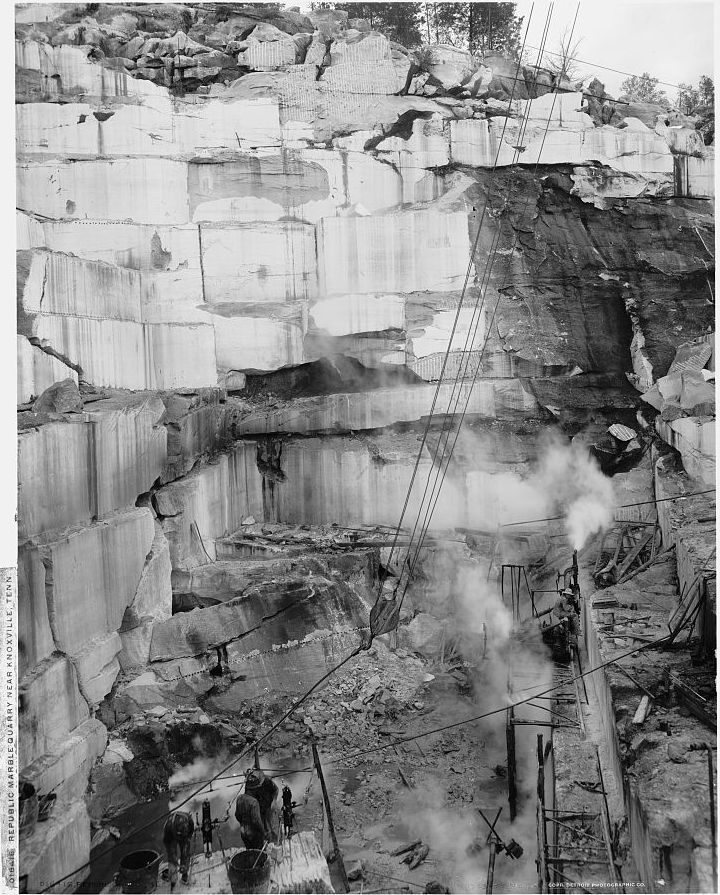
Early-1900s photograph of the Republic Marble Quarry near Knoxville

### Modern Knoxville

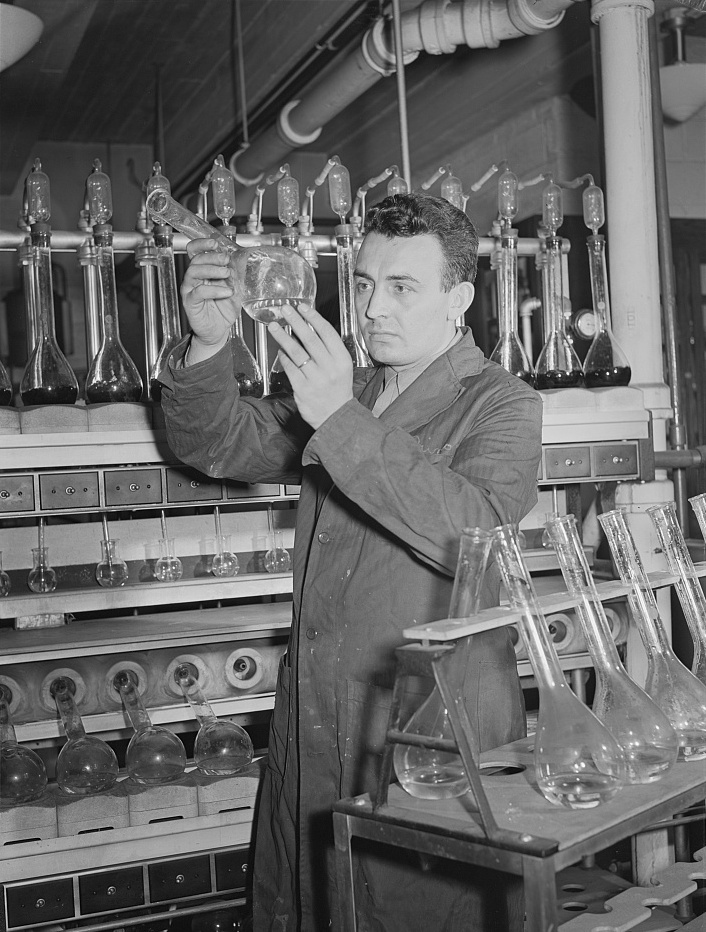
Research laboratory at U.T. in the early 1940s

## Geografie

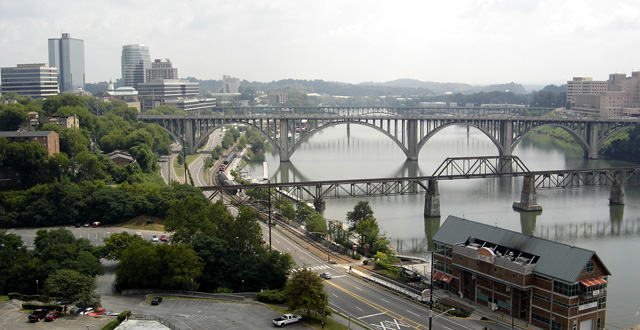
Vedere spre sud-estul oraşului Knoxville

Knoxville are coordonatele geografice 35°58′22″N 83°56′32″V / 35.97278°N 83.94222°V.
Conform biroului de recensământ United States Census Bureau, suprafața orașului este de 254,0 km²,  din care 240,0 km² uscat și 14,1 km² apă (5,5 % din aria totală).

### Cartiere
| - Arlington - Bearden - Bluegrass - Burlington - Cedar Bluff - Chilhowee Park - Colonial Village - Dante - Downtown - East Knoxville - Edgewood - Emory Place - Fairmont-Emoriland - Farmington - Five Points - Forest Heights - Fort Sanders, also called "the Fort" - Fountain City - Fourth & Gill - Holston Hills - Island Home Park - Kimberlin Heights - Lake Forest - Lindbergh Forest - Lonsdale - Mechanicsville | - Morningside - Moshina Heights - Mt. Vista - North Hills - North Knoxville - Norwood - Oakwood-Lincoln Park - Old City, formerly known as the Warehouse district - Old North Knoxville - Old Sevier - Parkridge - Rocky Hill - Riverbend - Sequoyah Hills - South Haven - South Knoxville - Vestal - Ward Town - Wedgewood Hills - West Hills - West Knoxville - Westwood - Western Heights - Westmoreland - Wood Haven |

## Cultură

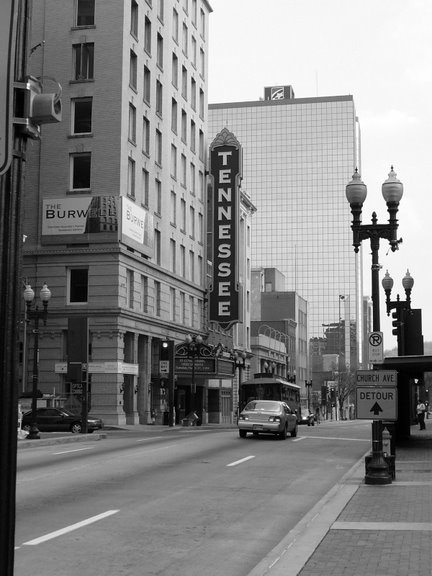
Tennessee Theatre.

### Locuri de interes turistic
| - Bijou Theatre - Bleak House - Civic Coliseum - Fort Dickerson - Three Rivers Rambler Train Ride - Frank H. McClung Museum - Haley Heritage Square - James White's Fort - Knoxville Botanical Gardens and Arboretum - Knoxville Greenways - Knoxville Police Museum - Knoxville Museum of Art - Knoxville Zoo - Thompson-Boling Arena - Sunsphere | - Knoxville Convention Center - Mabry-Hazen House - Governor John Sevier Historic Site - Marble Springs - Market Square - Museum of East Tennessee History - Neyland Stadium - Old City - Ramsey House - Tennessee Theatre - Volunteer Landing - Women's Basketball Hall of Fame - World's Fair Park - National Register of Historic Places, Knox County, Tennessee - University of Tennessee - William Blount Mansion |

## Orașe înfrățite
Knoxville are relații de înfrățire cu șapte orașe din lume prin intermediul asociației Sister Cities International:
- Chełm, Polonia
- Chengdu, China
- Kaohsiung, Taiwan
- Larissa, Grecia
- Muroran, Japonia
- Neuquen, Argentina
- Yesan County, Coreea de Sud

## Personalități născute aici
- David Farragut (1801 - 1870), ofițer al Marinei SUA;
- John Pemberton (1831 - 1888), farmacist, inventatorul Coca-Cola;
- Lillian Randolph (1898 – 1980), actriță;
- William Galbraith (1906 - 1994), gimnast artistic;
- Polly Bergen (1930 – 2014), actriță;
- John Cullum (n. 1930), actor, cântăreț;
- Linda Carlson (1945 - 2021), actriță;
- Cleavant Derricks (n. 1953), actor, cântăreț;
- David Lemuel Keith (n. 1954), actor;
- Dale Dickey (n. 1961), actriță;
- Quentin Tarantino (n. 1963), actor, regizor;
- Kenny Chesney (n. 1968), cântăreț;
- Rodney Atkins (n. 1969), muzician;
- Johnny Knoxville (n. 1971), actor;
- Christina Hendricks (n. 1975), actriță;
- Jamie Marchi (n. 1977), actriță;
- Randy Orton (n. 1980), wrestler;
- Brad Renfro (1982 – 2008), actor;
- Julia Stowers (n. 1982), înotătoare;
- Davis Tarwater (n. 1984), înotător;
- Bianca Belair (n. 1989), luptătoare profesionistă;
- Jake Thomas (n. 1990), actor.